# Phia Berghout

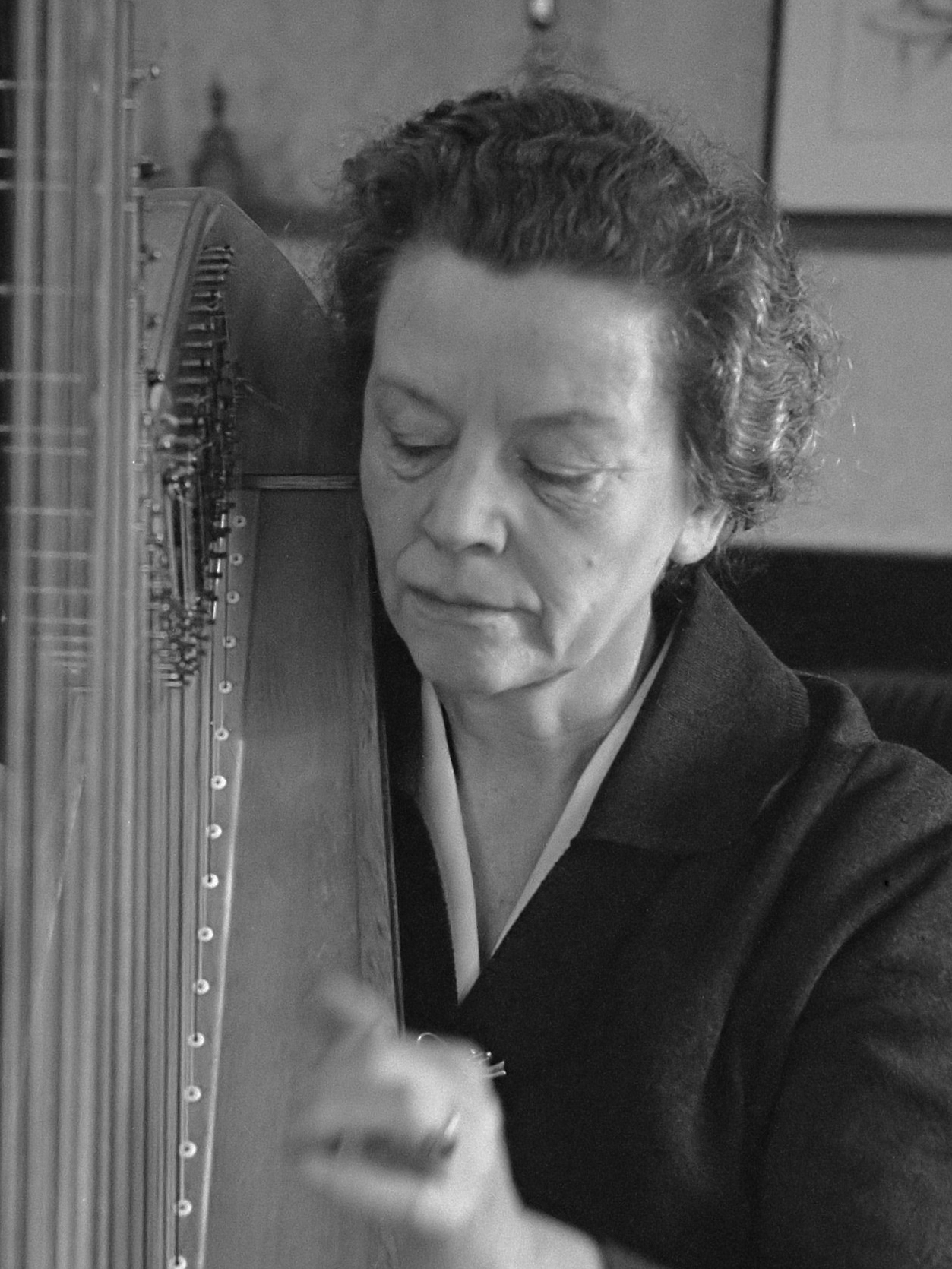
Phia Berghout bei einem Konzert am 10. Januar 1964

Sophia Rosa „Phia“ Berghout (* 14. Dezember 1909 in Rotterdam; † 22. März 1993 in Doorn) war eine weltbekannte niederländische Harfenistin.

## Leben und musikalische Karriere
Im Dezember 1909 wurde Sophia Rosa Berghout, die „Phia“ genannt wurde, als einzige Tochter des Komponisten, Dirigenten und Musikpädagogen Johannes Cornelius Berghout und seiner Ehefrau Anthonia Sophia Verbiest in Rotterdam geboren. Ihre beiden älteren Brüder Theo und Henk wählten ebenfalls Berufe aus dem Bereich der Musik: Theo Berghout (1906–1959) wurde Violinist, während Henk Berghout (1908–1973) als Cellist und Chorleiter tätig war.
Phia Berghout erhielt bei ihrem Vater bereits im Alter von fünf Jahren Unterricht im Klavierspiel, und ein Jahr später begann sie mit dem Violinespielen. Mit fünfzehn Jahren nahm sie Unterricht im Harfespiel bei der bekannten Harfenistin Rosa Spier (1891–1967), deren bekannteste Schülerin sie ist. Ihr Studium am Konservatorium in Amsterdam, das sie teilweise durch Auftritte in der von Fritz Hirsch gegründeten Fritz-Hirsch-Operette finanzierte, beendete Berghout mit Orchester- und Soloabschlüssen.
Von 1933 an war sie Mitglied des Amsterdamer Concertgebouw-Orchesters, dort von 1945 bis 1960 als Nachfolgerin Rosa Spiers in der Position der Solo-Harfenistin. Kurz nach dem Ende des Zweiten Weltkriegs übernahm sie auch Spiers Harfen-Klasse am Amsterdamer Konservatorium.

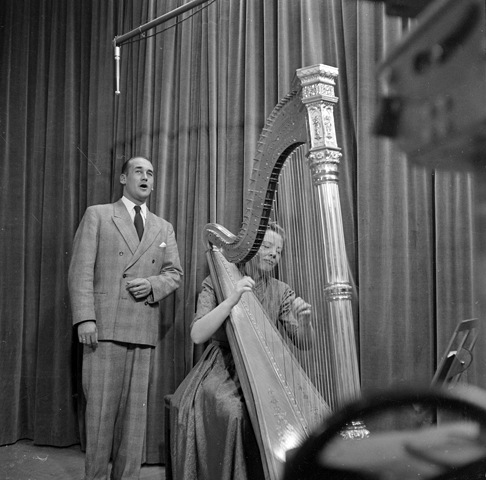
Phia Berghout mit Kees Deenik (Bariton) am 12. Oktober 1951

Im Jahr 1960 gründete sie zu Ehren des kurz zuvor verstorbenen Chefdirigenten des Concertgebouw-Orchesters die nach ihm benannte Eduard van Beinum-Stiftung. In den Folgejahren leitete Berghout das Musikzentrum auf dem Landgut Queekhoven bei Breukelen, das 1963 von der Van-Beinum-Stiftung gekauft worden war. Dort initiierte und organisierte sie gemeinsam mit Maria Korchinska die International Harpweeks (internationale Harfenwochen), um Harfenspielern aus aller Welt Gelegenheit zu geben, Kollegen zu treffen und sich miteinander auszutauschen. Anfang der 1980er Jahre stieg die Anzahl der Teilnehmer auf fast 300 an, und letztlich entstand aus diesen Begegnungen der World Harp Congress (Welt-Harfenkongress).
Ab 1974 konzentrierte Berghout ihre Lehrtätigkeit auf das Konservatorium in Maastricht, das zunehmend von ausländischen Studenten besucht wurde.
Berghout gehörte zu den bekanntesten Harfenisten ihrer Zeit. Während ihrer außergewöhnlich erfolgreichen Solo-Karriere inspirierte sie die Werke der Komponisten Henk Badings, Hans Henkemans, Lex van Delden, Jurriaan Andriessen, Hendrik Andriessen und Marius Flothuis und spielte sämtliche Hauptwerke des Harfenrepertoires ein.
Über lange Jahre spielte sie im Duo mit dem Flötisten Hubert Barwahser und war Mitglied zahlreicher Ensembles. Bei internationalen Harfenwettbewerben war sie als Jurorin tätig.
Phia Berghout starb im Frühjahr 1993 im Alter von 83 Jahren in Doorn (Gemeinde Utrechtse Heuvelrug).

## Persönliches
Im Jahr 1934 heiratete Berghout den Pianisten Johannes den Hertog (1904–1982); die Ehe wurde jedoch 1946 geschieden.

## Ehrungen
In der südholländischen Gemeinde Oegstgeest, einem Vorort von Leiden, wurde der Weg „Phia Berghoutlaan“ nach ihr benannt.